# Industrie
Industrie (z lat. industria, píle, dovednost) znamená v archeologii sadu nálezů (artefaktů), které se vyskytují pohromadě a vykazují podobné znaky, zpracování atd. Často se mezi nimi vyskytuje charakteristický nástroj, který dal celé industrii název – například pěstní klín. U nálezů z mladší doby kamenné se obvykle mluví o archeologické kultuře.